# Viktor Manakov (1992)
Viktor Viktorovitsj Manakov (Russisch: Виктор Викторович Манаков) (Sint-Petersburg, 9 juni 1992) is een Russisch wielrenner die sinds 2024 rijdt bij het Chinese Pingtan International Tourism Island Cycling Team.

## Privé
Hij is de zoon van voormalig wielrenners Viktor Manakov en Jolanta Polikevičiūtė.

## Baan

### Palmares
| Jaar | RK                                       | EK                   | WK     | Overig          |
| ---- | ---------------------------------------- | -------------------- | ------ | --------------- |
| 2011 |                                          | Ploegenachtervolging |        |                 |
| 2012 |                                          |                      |        |                 |
| 2013 | Omnium, Ploegkoers, Ploegenachtervolging | Omnium               |        |                 |
| 2014 |                                          |                      | Omnium |                 |
| 2015 |                                          |                      |        | WB Cali: Omnium |

### Jeugd
2009
 Wereldkampioen ploegenachtervolging, Junioren
 Europees kampioen ploegenachtervolging, Junioren
2010
 Europees kampioen individuele achtervolging, Junioren
2012
 Europees kampioen ploegenachtervolging, Beloften
 Europees kampioen omnium, Beloften

## Weg

### Overwinningen
2009
2e etappe Ronde van Lorraine, Junioren
2010
1e etappe deel A Coupe du Président de la Ville de Grudziadz (ploegentijdrit)
2011
5e etappe Grote Prijs van Adygea

## Ploegen
- 2012 –  RusVelo
- 2013 –  RusVelo
- 2014 –  Itera-Katjoesja
- 2015 –  Leopard Development Team
- 2016 –  Gazprom-RusVelo
- 2022 –  ABTF Betão - Feirense
- 2024 –  Pingtan International Tourism Island Cycling Team
- 2025 –  Pingtan International Tourism Island Cycling Team

Arguelyes · Chatoentsev · Firsanov · Jersjov · Jeskov · Kajkov · Klimov · I. Kovaljov · J. Kovaljov · Kozontsjoek · Krasnov · Markov · Manakov · Mironov · Ovetsjkin · Rovny · Savitski · Serov · Troesov · Valinin · Zoebov
Bojev · Firsanov · Klimov · Jersjov · Kotsjetkov · I. Kovaljov · J. Kovaljov · Krasnov · Majkin · Manakov · Mironov · Ovetsjkin · Pomosjnikov · Rybakov · Savitski · Serov · Solomennikov · Tatarinov · Zakarin
Akimov · Arslanov · Foliforov · Frolov · Ignatiev · Jatsevitsj · Katyrin · Kosjakov · Kovsj · Manakov · Nikolajev · Pokidov · Ptasjkin · Razoemov · Stasj · Zakarin · Zverkov
Arslanov · Bojev · Firsanov · Foliforov · Jersjov · Jevtoesjenko · Koerbatov · Koestadintsjev · Kolobnev · Majkin · Manakov · Nikolajev · Nytsj · Ovetsjkin · Rybalkin · Savitski · Serov · Sjaloenov · Solomennikov · Stasj · Svesjnikov · Zakarin